# Fruktos-1,6-bisfosfatas

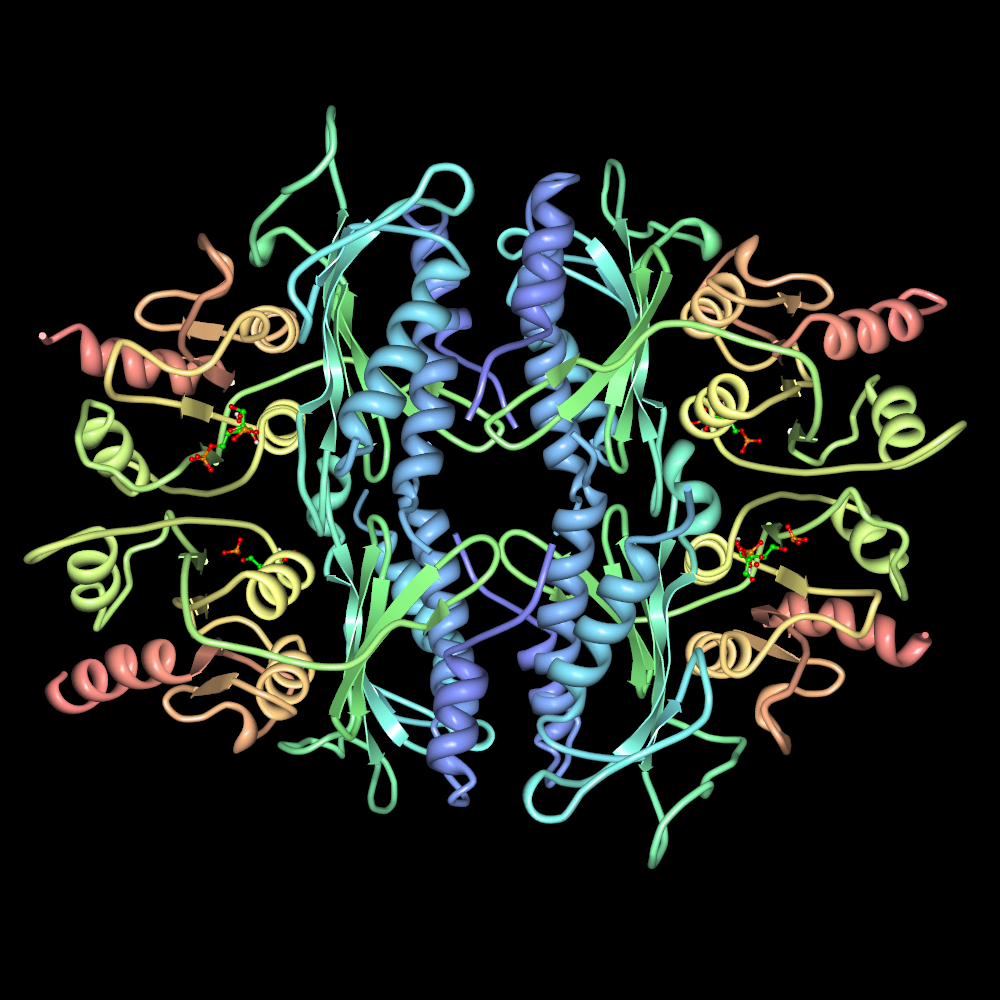
Fruktos-1,6-bisfosfatas och dess fruktos-2,6-bisfosfatkomplex. Gjort från PDB 3FBP.

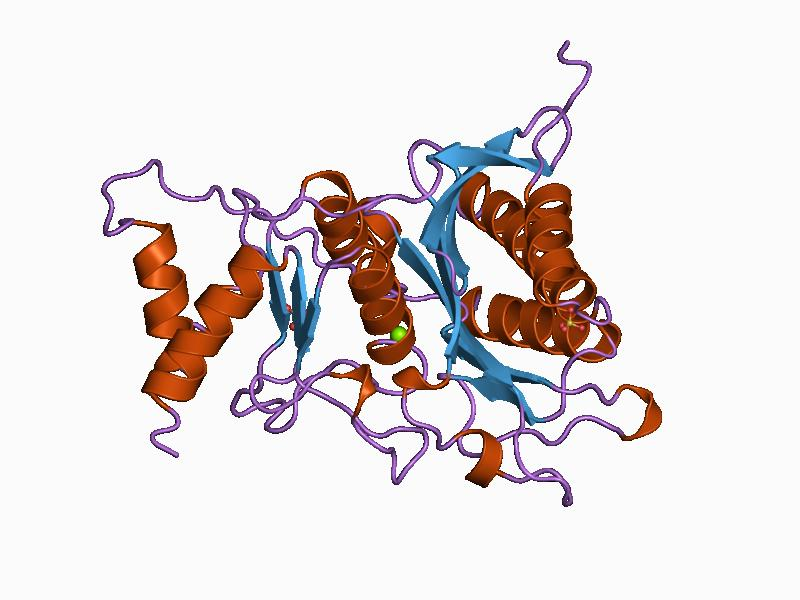
Kristallstruktur av kaninlever fruktos-1,6-bisfosfatas med 2,3 ångströms upplösning.

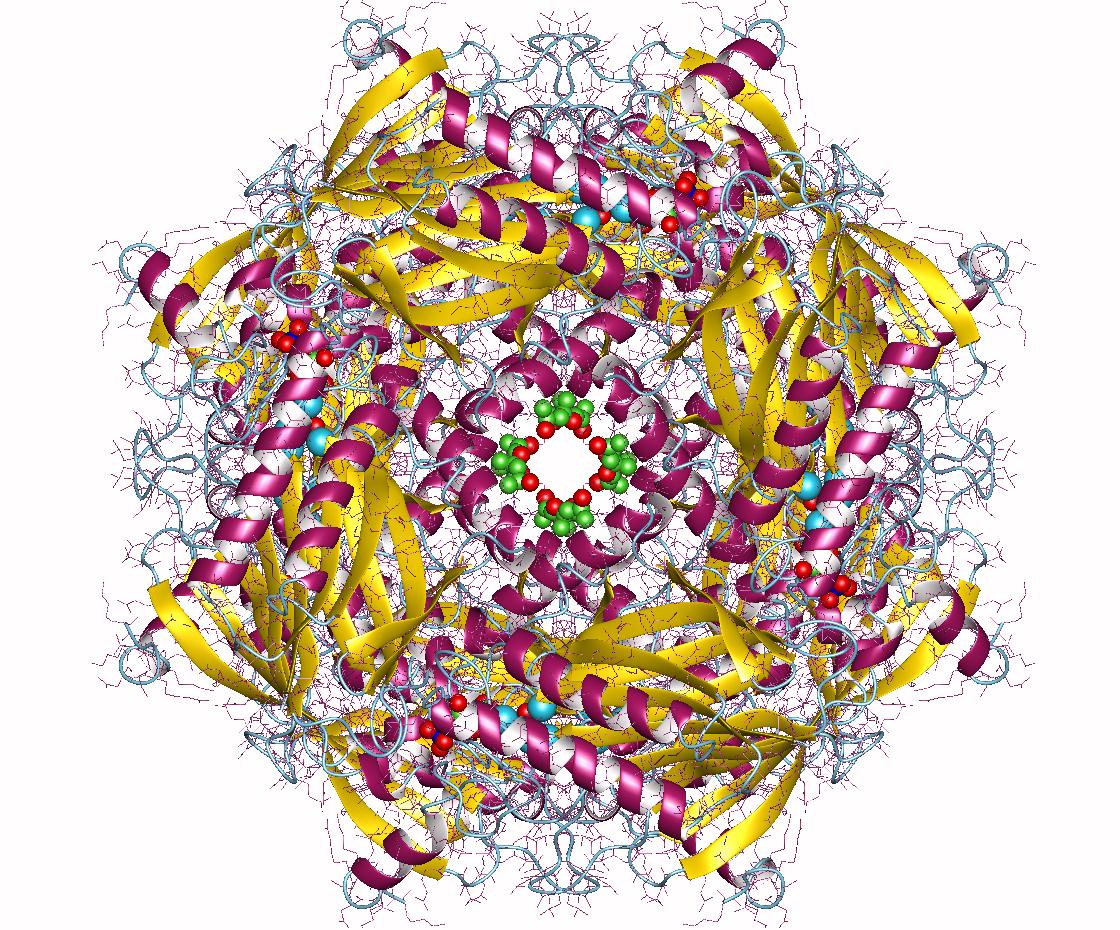
Kristallstruktur av fruktos-1,6-bisfosfatas.

Fruktos-1,6-bisfosfatas (EC 3.1.3.11; systematiskt namn D -fruktos-1,6-bisfosfat 1-fosfohydrolas ) är ett enzym som ingår i glukoneogenesen och därmed också i coricykeln. Det katalyserar defosforyleringen av fruktos-1,6-bisfosfatas till fruktos-6-fosfat i glukoneogenesen och som är kalvinogenes båda anabola vägar:
D-fructose 1,6-bisphosphate + H2O = D-fructose 6-phosphate + phosphate
Det aktiveras av höga nivåer av ATP i dess omgivande miljö, men utnyttjar inte något ATP för att kunna drivas. Enzymet arbetar vid motsatt intracellulär miljö än dess motsvarande enzym i glykolysen, fosfofruktokinas.

## Struktur
Veckningen av fruktos-1,6-bisfosfatas från grisar noterades vara identisk med den för inositol-1-fosfatas (IMPas). Inositolpolyfosfat 1-fosfatas, IMPase och FBPase delar ett sekvensmotiv ( Asp - Pro - Ile / Leu -Asp- Gly / Ser - Thr / Ser) som har visat sig binda metalljoner och delta i katalys. Detta motiv finns också i de avlägset besläktade svamp-, bakterie- och jäst-IMPas- homologerna. Det har föreslagits att dessa proteiner definierar en gammal strukturellt konserverad familj involverad i olika metaboliska vägar, som inositolsignalering, glukoneogenes, sulfatassimilering och möjligen kinonmetabolism.

## Artfördelning
Tre olika grupper av FBPaser har identifierats i eukaryoter och bakterier (FBPas I-III). Ingen av dessa grupper har hittats i Archaea hittills, även om en ny grupp av FBPaser (FBPase IV) som också visar inositol monofosfatasaktivitet nyligen har identifierats i Archaea.
En ny grupp av FBPaser (FBPas V) finns i termofila archaea och den hypertermofila bakterien Aquifex aeolicus. Karaktäriserade medlemmar i denna grupp visar strikt substratspecificitet för FBP och föreslås vara det sanna FBPaset i dessa organismer. En strukturell studie tyder på att FBPas V har ett nytt veck för ett sockerfosfatas, vilket bildar en fyra-lagers alfa-beta-beta-alfa-arrangemang, till skillnad från det mer vanliga fem-lagers alfa-beta-alfa-beta -alfaarrangemanget. Arrangemanget av de katalytiska sidokedjorna och metalliganderna visade sig stämma överens med den tremetalljonassisterade katalysmekanismen som föreslagits för andra FBPaser.
Fruktos-1,6-bisfosfataserna som finns i Bacillota (grampositiva bakterier med låg GC) visar inte någon signifikant sekvenslikhet med enzymerna från andra organismer. Bacillus subtilis-enzymet hämmas av AMP, även om detta kan övervinnas av fosfoenolpyruvat, och är beroende av Mn(2+). Mutanter som saknar detta enzym kan tydligen fortfarande växa på glukoneogena tillväxtsubstrat som malat och glycerol. 

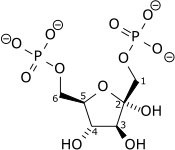
Fruktos 1,6-bisfosfat
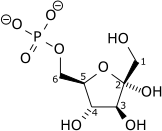
Fruktos 6-fosfat

## Viloläge och kylanpassning
Fruktos 1,6-bisfosfatas spelar också en nyckelroll i viloläge, vilket kräver strikt reglering av metaboliska processer för att underlätta inträde i viloläge, underhåll, uppstigning från viloläge och justeringar för att möjliggöra långvarig vila. Under viloläge kan ett djurs ämnesomsättning minska till cirka 1/25 av dess eutermiska vilande ämnesomsättning. FBPas är modifierat i övervintrande djur för att vara mycket mer temperaturkänsligt än det är i eutermiska djur. FBPas i levern hos en vintervilande fladdermus visade en 75 procent minskning av Km för dess substrat FBP vid 5 °C än vid 37 °C. Hos en eutermisk fladdermus var denna minskning endast 25 procent, vilket visar skillnaden i temperaturkänslighet mellan övervintrande och eutermiska fladdermöss. När känslighet för allosteriska hämmare som AMP, ADP, oorganiskt fosfat och fruktos-2,6-bisfosfat undersöktes, var FBPas från övervintrande fladdermöss mycket känsligare för hämmare vid låg temperatur än i eutermiska fladdermöss.
Under viloläge minskar också andningen dramatiskt, vilket resulterar i tillstånd av relativ anoxi i vävnaderna. Anoxiska tillstånd hämmar glukoneogenes, och därför FBPas, samtidigt som det stimulerar glykolys, och detta är ytterligare en anledning till minskad FBPas-aktivitet hos djur som övervintrar. Substratet för FBPas, fruktos 1,6-bisfosfat, har också visat sig aktivera pyruvatkinas i glykolys, vilket kopplar ökad glykolys till minskad glukoneogenes när FBPas-aktiviteten minskar under viloläge.
Förutom viloläge finns det bevis för att FBPase-aktiviteten varierar avsevärt mellan varma och kalla årstider även för djur som inte går i viloläge. Hos kaniner som exponerades för kalla temperaturer minskade FBPase-aktiviteten under kylexponeringens varaktighet, vilket ökade när temperaturen blev varmare igen. Mekanismen för denna FBPas-hämning tros vara nedbrytning av FBPas av lysosomala proteaser, som frisätts vid högre nivåer under kallare perioder. Hämning av FBPas genom proteolytisk nedbrytning minskar glukoneogenesen i förhållande till glykolysen under kalla perioder, liknande viloläge.
Fruktos 1,6-bisfosfat aldolas är ett annat temperaturberoende enzym som spelar en viktig roll i regleringen av glykolys och glukoneogenes under viloläge. Dess huvudsakliga roll är i glykolys istället för glukoneogenes, men dess substrat är detsamma som FBPasens, så dess aktivitet påverkar FBPasens aktivitet i glukoneogenes. Aldolas visar liknande förändringar i aktivitet som FBPas vid kallare temperaturer, som en uppåtgående förskjutning i optimalt pH vid kallare temperaturer. Denna anpassning gör det möjligt för enzymer som FBPas och fruktos-1,6-bisfosfataldolas att spåra intracellulära pH-förändringar hos djur i viloläge och matcha deras aktivitetsintervall till dessa förändringar. Aldolas kompletterar också aktiviteten av FBPas under anoxiska tillstånd (diskuterade ovan) genom att öka glykolytisk produktion medan FBPas-hämning minskar glukoneogenesaktiviteten.

## Diabetes

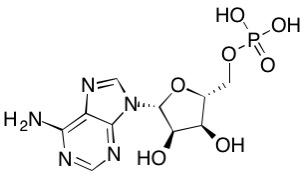
AMP

Fruktos 1,6-bisfosfatas är också en nyckelkomponent vid behandling av typ 2-diabetes. I denna sjukdom orsakar hyperglykemi många allvarliga problem och behandlingar inriktas ofta på att sänka blodsockernivåerna. Glukoneogenes i levern är en viktig orsak till glukosöverproduktion hos dessa patienter, och därför är hämning av glukoneogenes ett rimligt sätt att behandla typ 2-diabetes. FBPas är ett bra enzym att rikta in sig på i glukoneogenesvägen eftersom det är hastighetsbegränsande och kontrollerar inkorporeringen av alla trekolssubstrat i glukos men är inte involverad i glykogennedbrytning och avlägsnas från mitokondriella steg i vägen. Detta betyder att förändring av dess aktivitet kan ha en stor effekt på glukoneogenesen samtidigt som risken för hypoglykemi och andra potentiella biverkningar från att förändringar i andra enzymer i glukoneogenesen minskar.
Läkemedelskandidater har utvecklats som efterliknar den hämmande aktiviteten av AMP på FBPas. Ansträngningar gjordes för att efterlikna de allosteriska hämmande effekterna av AMP samtidigt som läkemedlet skiljer sig så strukturellt från det som möjligt. Andra generationens FBPas-hämmare har utvecklats och har haft goda resultat i kliniska prövningar med både ickemänskliga däggdjur och människor.